# 건국전쟁
《건국전쟁》(영어: The Birth of Korea)은 김덕영 감독의 2024년 대한민국의 다큐멘터리 영화로, 대한민국의 초대 대통령 이승만의 삶을 묘사한다. 이 영화는 2024년 2월 1일에 개봉되었다. 저예산 독립 다큐멘터리로서, 이 영화는 대한민국 박스오피스 3위에 오르며 큰 흥행을 거두었다. 이 영화는 대한민국의 보수 정치인들과 유명 인사들로부터 강한 찬사와 지지를 받았다.

## 등장 인물
- 이승만: 대한민국 초대 대통령
- 인터뷰 - 데이빗 필즈: 위스콘신 대학교 아시아연구센터 부소장
- 인터뷰 - 류석춘: 유튜브 틀딱TV 채널 운영자, 前 연세대학교 사회학과 교수
- 인터뷰 - 이호: 거룩한 대한민국 네트워크 대표
- 인터뷰 - 송재윤: 맥마스터대학교 교수
- 인터뷰 - 이한우: 경제사회연구원 사회문화센터장, 전 조선일보 기자
- 인터뷰 - 그렉 브레진스키: 조지 워싱턴 대학교 교수
- 인터뷰 - 마이클 브린: 前 주한외신기자클럽 회장
- 인터뷰 - 에드먼드 황: 하와이 동지회 회장
- 인터뷰 - 김동균: 하와이 건국대통령 이승만재단 회장
- 인터뷰 - 정안기: 前 서울대학교 경제연구소 연구원
- 인터뷰 - 김은규: 트루스포럼 대표
- 인터뷰 - 이용희: 가천대학교 교수, 에스더기도운동본부 대표
- 인터뷰 - 황준석: 우남네트워크 공동대표
- 인터뷰 - 마이클 리: 前 미국 중앙정보국 요원
- 인터뷰 - 이동욱: KBS 이사, 도서출판 자유전선 대표
- 인터뷰 - 조슈아 필립: 에포크타임스 선임기자
- 인터뷰 - 주동완: 코리안리서치센터 원장
- 인터뷰 - 에이브리 라이더: 미 육군 소령, 밴 플리트 장군의 외손녀
- 인터뷰 - 앤 고바야시: 前 호놀룰루 시의원
- 인터뷰 - 캐럴 후쿠나가: 하와이 주 상원의원
- 인터뷰 - 조혜자: 이승만 대통령의 며느리, 이인수 박사의 아내
- 인터뷰 - 최옥형: 하와이 이민역사관 운영위원장

## 기타
- 이 영화를 제작할 당시 처음 제목은 '하와이로 간 대통령'이었다. 이승만 대통령은 스스로 물러난 뒤 이화장을 떠나 부인 프란체스카 여사와 함께 잠깐 하와이로 여행을 떠난 것이었지만 윤양중 기자가 이를 망명이라 못 박은 오보를 하여 결국 돌아오지 못했다고 설명했다.

- 구자환 감독은 경남지역 민간인 학살 사건을 다룬 책을 민간인 학살사건 조사 20년을 정리하는 의미로 올해 연말쯤 책을 낼 계획이었으나. 3월 3일 갑자기 들어온 신고들로 페이스북 계정을 일방적으로 삭제당했고, 때마침 당시 극장가에서는 '건국전쟁' 이 인기를 끌고 있어서. 항의의 의미로 "당신들이 빨갱이라고 죽인 사람들이 누구인지 봐라"라는 의미로 '빨갱이 무덤'으로 짓고 7개월 가량 앞당겨서 책을 냈다.

## 같이 보기
- 국부천대
- 안두희